# Geert Bourgeois
Geert Albert Bourgeois (n. el 6 de julio de 1951 en Roeselare) es un abogado y político belga (flamenco) miembro de la Alianza Neo-Flamenca. Desde el 25 de julio de 2014 es el Ministro-Presidente del Gobierno Flamenco además ocupa el puesto de Ministro de la Política Exterior y de Bienes Culturales.

## Carrera política
Bourgeois hizo sus pininos en un cargo político electo en 1977, siendo concejal en Izegem. De 1983 a 1994 ocupó el cargo de Schepen, que correspondería a teniente de alcalde, es decir concejal con funciones ejecutivas.
En 1995 fue elegido a la Cámara de Representantes de Bélgica, reelecto en 1999 y 2003, sesionó hasta julio de 2004; dimitió al ser elegido al Parlamento Flamenco. Desde entonces, Bourgeois forma parte del Gobierno Flamenco, ocupa el puesto de Ministro de Asuntos Administrativos, Gobierno Local y Provincial, Integración Cívica, Turismo y del Vlaamse Rand, la periferia neerlandófona de Bruselas. Era también Viceministro-Presidente.
El 22 de septiembre de 2008, Geert Bourgeois se vio forzado a dimitir al cargo que Ministro que ocupaba desde el 20 de julio de 2004, bajo la presión de la coalición SP.a-VlaamsProgressieven y Open VLD (Liberales y Demócratas flamencos) debido a la moción de censura de su partido al gobierno federal de Yves Leterme y su falta de confianza en las futuras negociaciones entre las regiones belgas para la reforma del Estado Federal.
Bourgeois— nacionalista flamenco de toda la vida— fue también presidente de la Volksunie ("Unión Popular") de 2000 a 2001. Tras el colapso de ésta en 2001, fundó el partido Nieuw-Vlaamse Alliantie ("Alianza Neo-Flamenca") que dirigió hasta 2004. Se trata de un partido separatista que pugna por la secesión de Flandes del Reino de Bélgica.